# ميدفال
ميدفال (يوتا) (بالإنجليزية: Midvale, Utah)‏ هي مدينة تقع في الولايات المتحدة في مقاطعة سالت ليك، يوتا. يقدر عدد سكانها بـ 30,229 نسمة ومساحتها 15.1 كم2 وترتفع عن سطح البحر 1,336 متر.

## التركيبة السكانية
حدّد مكتب تعداد الولايات المتحدة بيانات التركيبة السكانية لميدفال في تعداد الولايات المتحدة. في ما يلي، التركيبة السكانية حسب تعدادي 2000 و2010.

### تعداد عام 2000
بلغ عدد سكان ميدفال 27,029 نسمة بحسب تعداد عام 2000، وبلغ عدد الأسر 10,089 أسرة وعدد العائلات 6,635 عائلة مقيمة في المدينة. في حين سجلت الكثافة السكانية 1,764.3 نسمة لكل كيلومتر مربع (4,569.5/ميل2). وبلغ عدد الوحدات السكنية 10,730 وحدة بمتوسط كثافة قدره 700.4 لكل كيلومتر مربع (1,814.0/ميل2).
وتوزع التركيب العرقي للمدينة بنسبة 82.44% من البيض و1.18% من الأمريكيين الأفارقة و1.29% من الأمريكيين الأصليين و1.85% من الأمريكيين ذوي الأصول الآسيوية و0.58% من سكان جزر المحيط الهادئ و9.96% من الأعراق الأخرى و2.71% من عرقين مختلطين أو أكثر و20.77% من الهسبانيون أو اللاتينيون من أي عرق.
بلغ عدد الأسر 10,089 أسرة كانت نسبة 35.2% منها لديها أطفال تحت سن الثامنة عشر تعيش معهم، وبلغت نسبة الأزواج القاطنين مع بعضهم البعض 47.8% من أصل المجموع الكلي للأسر، ونسبة 12.7% من الأسر كان لديها معيلات من الإناث دون وجود شريك،  بينما كانت نسبة 5.3% من الأسر لديها معيلون من الذكور دون وجود شريكة وكانت نسبة 34.2% من غير العائلات. تألفت نسبة 25.3% من أصل جميع الأسر من عدة أفراد يعيشون في نفس المنزل ونسبة 6.5% كانت تتألف من شخص يعيش بمفرده يبلغ من العمر 65 عاماً أو أكثر. وبلغ متوسط حجم الأسرة المعيشية 2.66، أما متوسط حجم العائلات فبلغ 3.19.
بلغ العمر الوسطي للسكان 28.1 عاماً. وكانت نسبة 25.6% من القاطنين تحت سن الثامنة عشر، وكانت نسبة 16.7% بين الثامنة عشر والرابعة والعشرين عاماً، ونسبة 31.6% كانت واقعةً في الفئة العمرية ما بين الخامسة والعشرين والرابعة والأربعين عاماً، ونسبة 16.4% كانت ما بين الخامسة والأربعين والرابعة والستين، ونسبة 9% كانت ضمن فئة الخامسة والستين عاماً فما فوق. يوجد لكل 100 أنثى 102.2 ذكر، ويوجد لكل 100 أنثى في الثامنة عشر من عمرها فما فوق 99.9 ذكر.
بلغ متوسط دخل الأسرة في المدينة 40,130 دولارًا، أما متوسط دخل العائلة فبلغ 43,322 دولارًا. وكان متوسط دخل الذكور 31,325 دولارًا مقابل 25,382 دولارًا للإناث. وسجل دخل الفرد الخاص بالمدينة 17,609 دولارًا. وكانت نسبة 9.4% من العائلات ونسبة 13.1% من السكان تحت خط الفقر، وكان من هؤلاء نسبة 19.9% تحت سن الثامنة عشر ونسبة 3.5% في الخامسة والستين من العمر وما فوق.

### تعداد عام 2010
بلغ عدد سكان ميدفال 27,964 نسمة بحسب تعداد عام 2010، وبلغ عدد الأسر 10,913 أسرة وعدد العائلات 6,774 عائلة مقيمة في المدينة. في حين سجلت الكثافة السكانية 1,825.3 نسمة لكل كيلومتر مربع (4,727.5/ميل2). وبلغ عدد الوحدات السكنية 11,764 وحدة بمتوسط كثافة قدره 767.9 لكل كيلومتر مربع (1,988.9/ميل2).
وتوزع التركيب العرقي للمدينة بنسبة 77.79% من البيض و1.83% من الأمريكيين الأفارقة و1.23% من الأمريكيين الأصليين و2.40% من الأمريكيين ذوي الأصول الآسيوية و0.71% من سكان جزر المحيط الهادئ و12.50% من الأعراق الأخرى و3.54% من عرقين مختلطين أو أكثر و24.30% من الهسبانيون أو اللاتينيون من أي عرق.
بلغ عدد الأسر 10,913 أسرة كانت نسبة 32.8% منها لديها أطفال تحت سن الثامنة عشر تعيش معهم، وبلغت نسبة الأزواج القاطنين مع بعضهم البعض 41.9% من أصل المجموع الكلي للأسر، ونسبة 13.9% من الأسر كان لديها معيلات من الإناث دون وجود شريك،  بينما كانت نسبة 6.3% من الأسر لديها معيلون من الذكور دون وجود شريكة وكانت نسبة 37.9% من غير العائلات. تألفت نسبة 29% من أصل جميع الأسر من عدة أفراد يعيشون في نفس المنزل ونسبة 7.4% كانت تتألف من شخص يعيش بمفرده يبلغ من العمر 65 عاماً أو أكثر. وبلغ متوسط حجم الأسرة المعيشية 2.55، أما متوسط حجم العائلات فبلغ 3.15.
بلغ العمر الوسطي للسكان 30.6 عاماً. وكانت نسبة 25.1% من القاطنين تحت سن الثامنة عشر، وكانت نسبة 11.6% بين الثامنة عشر والرابعة والعشرين عاماً، ونسبة 34% كانت واقعةً في الفئة العمرية ما بين الخامسة والعشرين والرابعة والأربعين عاماً، ونسبة 19.2% كانت ما بين الخامسة والأربعين والرابعة والستين، ونسبة 10.1% كانت ضمن فئة الخامسة والستين عاماً فما فوق. وتوزع التركيب الجنسي للسكان بنسبة 49.5% ذكور و50.5% إناث.

## أعلام
- دون ليند
- ديك موتا
- كورتيس شو
- كينت ريان
- باربرا دبليو. ويندر